# 丸山 (宮崎市)
丸山（まるやま）とは、宮崎県宮崎市内の地名。中央西地域自治区に属している。郵便番号は880-0052。2023年現在、丸山1-2丁目が設置されており、住居表示実施地域である。

## 地理
宮崎市の中心部、中央西地域自治区に属す。宮崎市の文教地区東部に位置し閑静な住宅地となっている。北を神宮、東を江平西、南を原町、西を船塚と接する。

## 歴史
- 1927年 - 江平町の一部をもって丸山町、江平町・大字下北方の一部をもって西丸山町がそれぞれ成立
- 1973年 - 西丸山町の一部をもって霧島が成立。
- 1974年 - 丸山町の一部をもって、江平西、神宮が成立。
- 1975年 - 丸山町・西丸山町・神宮西町・船塚町・霧島町・和知川原町・下北方町をもって丸山1-2丁目が成立。丸山町・西丸山町は消滅。

## 世帯数と人口
2023年（令和5年）8月1日現在の世帯数と人口は以下の通りである。
| 町丁      | 世帯数  | 人口   |
| --------- | ------- | ------ |
| 丸山1丁目 | 334世帯 | 596人  |
| 丸山2丁目 | 697世帯 | 1316人 |

## 小・中学校の学区
市立小・中学校に通う場合、学区は以下の通りとなる。
| 町名 | 小学校             | 中学校               |
| ---- | ------------------ | -------------------- |
| 丸山 | 宮崎市立江平小学校 | 宮崎市立宮崎東中学校 |

## 交通

### バス
宮交グループの運営するバスが営業している。

### 道路
- 宮崎県道44号宮崎高鍋線